# Authentication and Authorization Infrastructure
Authentication and Authorization Infrastructure (AAI) bezeichnet einen Service und ein Verfahren, Angehörigen unterschiedlicher Institutionen Zugriff auf geschützte Informationsangebote zu ermöglichen, die verteilt auf unterschiedlichen Webservern liegen. Mittels Authentication-and-Authorization-Infrastructure wird geprüft, ob eine Person berechtigt ist, auf eine Ressource zuzugreifen, wobei die Prüfung nicht aufgrund eines zentralen Registers erfolgt, sondern bei der jeweiligen Heimatorganisation der Person, die den Zugriff auf die Ressource wünscht.
In der Schweiz entwickelt die Stiftung SWITCH ein Shibboleth-basiertes AAI-System, das insbesondere den Schweizer Hochschulen hilft, ihre E-Learning-Angebote über die eigenen Institutionengrenzen hinaus den Studierenden zugänglich zu machen. Ausgehend vom Erfolg der SWITCHaai folgen andere Länder mit eigenen AAI-Projekten.